# Zeuctomorpha arecae
Zeuctomorpha arecae är en svampart som beskrevs av Sivan., P.M. Kirk & Govindu 1984. Zeuctomorpha arecae ingår i släktet Zeuctomorpha och familjen Pleosporaceae.   Inga underarter finns listade i Catalogue of Life.